# Selenoproteïna
Una selenoproteïna és un tipus de proteïna la seqüència peptídica de la qual incorpora un o més residus de selenocisteïna. La selenocisteïna (Sec) és coneguda com l'aminoàcid 21 i és un anàleg de la cisteïna (Cys) que conté un àtom de seleni (Se) en lloc de sofre (S). Les selenoproteïnes són presents a eucariotes, bacteris, i arqueus, tot i que no es troben en grans llinatges com el fongs i les plantes terrestres. Aquestes observacions s'han confirmat gràcies a tècniques bioinformàtiques que identifiquen regions que codifiquen selenoproteïnes en el genoma de diferents espècies.
La majoria de selenoproteïnes són enzims que participen en reaccions d'oxidació reducció, la regió activa dels quals sovint manté la disposició UXXC o CXXU. Les selenoproteïnes estan presents en els tres dominis de la vida: Bacteria, Archea i Eukarya. Els eucariotes tenen una distribució molt diferent de selenoproteïnes o selenoproteomes, que pot variar des de zero, en plantes, fins a més de trenta en alguns peixos i algues.
Es coneixen 25 famílies de selenoproteïnes en eucariotes, tot i que segurament n'existeixen més. Això no obstant, el nombre de famílies de selenoproteïnes existents varia depenent de l'espècie. Per exemple, Drosophila melanogaster té tres selenoproteïnes (SelK, SelH i SPS2), mentre que Caenorhabditis elegans només en té una (tioredoxina, també coneguda com a TR).
Existeix certa variabilitat de selenoproteïnes a nivell interespecífic i, fins i tot, hi ha proves de variacions intraespecífiques. És a dir, s'han descrit gens que, en comptes de codificar selenocisteïna, tenen un gen homòleg amb una cisteïna. Un exemple d'aquest fet rau en el genoma del fugu, que conté un gen per a una selenoproteïna, mentre que en el gen homòleg humà hi ha una cisteïna.
A més a més, alguns organismes han perdut la maquinària necessària per a la síntesi de selenoproteïnes durant l'evolució. Els gens d'aquests organismes, en comptes de codificar selenocisteïna tenen un gen homòleg amb una cisteïna (Cys).

## Seleni
El seleni és un element poc abundant que constitueix un nutrient essencial a la dieta d'animals, alguns altres eucariotes i microorganismes. Ha demostrat ser un dels agents quimioprotectors contra el càncer més prometedors i hi ha proves que també té un paper important en la reducció de l'expressió viral, en la prevenció de problemes cardíacs i cardiovasculars i trastorns musculars.

## Codó UGA
El codó que defineix la selenocisteïna és el codó stop UGA. És un cas únic, perquè és el primer codó que té dos significats diferents dins d'una mateixa espècie. Per aquest motiu, les selenoproteïnes estan molt mal anotades, ja que la majoria de programes assumeixen que l'UGA és un codó stop i, per tant, les selenoproteïnes no són reconegudes.

## Biosíntesi
La síntesi de selenoproteïnes és un procés evolutivament conservat, on el tRNA de la selenocisteïna es sintetitza a partir del tRNA de la serina, gràcies a la intervenció dels següents factors:
- SPS1 i SPS2 (selenophosphate syntase 1 i 2)
- eEFSec (selenocysteine especific elongation factor)
- SBP2(SECIS binding protein 2) s'encarrega d'unir l'element SECIS i el ribosoma.
- tRNASec: tRNA específic per selenocisteïna.
- Propteïna ribosòmica L30: component ribosòmic que també intervé en la unió de l'element SECIS.
- Sec43p: forma part del complex format per SCP2/tRNAsec/eEFSec, però la seva funció exacta és desconeguda.
- SecS (SLA/LP) (eukaryotic selenocysteine syntase): converteix el Ser-tRNASec a Sec-tRNASec.
- PSTK (phosphoseryl tRNA kinase): fosforil·la el Ser-tRNASec.

## Elements SECIS
Existeix un mecanisme que permet saltar-se el codó de terminsció i incorporar l'aminoàcid selenocisteïna en la cadena polipeptídica que s'està sintetitzant, l'element SECIS (selenocysteine insertion sequence).
L'element SECIS és una estructura tridimensional en forma de loop i formada per 60 nucleòtids. En eucariotes i Archea, els SECIS es localitzen en l'extrem 3' UTR dels mRNA que codifiquen selenoproteïnes, mentre que en bacteris se situa en direcció 3' (downstream) després del codó UGA, també en posició 3'.
En el core de l'element SECIS hi ha 4 nucleòtids conservats, la funció principal dels quals és dirigir la maquinària de traducció per tal que el codó UGA sigui reconegut com a selenocisteïna i no com un codó de terminació.
El procés de recodificació del codó UGA s'inicia quan l'element SECIS recluta la proteïna SBP2 (SECIS binding protein 2), la qual, al seu torn, recluta el factor d'elongació eEFSec. Aquest factor d'elongació és l'encarregat de portar el tRNA Sec específic amb l'aminoàcid selenocisteïna.
Finalment, el ribosoma, en comptes de finalitzar la traducció de la cadena polipeptídica perquè ha trobat un codó de terminació UGA, reconeix l'UGA com una selenocisteïna i continua la lectura de la cadena polipeptídica fins al següent codó de terminació. La base de dades SelenoDB conté algunes selenoproteïnes.

## Dificultat d'identificació
La utilització excepcional del codó UGA per codificar Sec dificulta la identificació de les selenoproteïnes, perquè hom assumeix, gairebé sense excepció, que aquest és un codó de terminació. La identificació de selenoproteïnes als genomes dels organismes eucariotes requereix, en conseqüència, la utilització de mètodes ad hoc. Tot i així, sense un esforç de supervisió humana considerable és molt difícil caracteritzar completament el conjunt de proteïnes (el selenoproteoma) codificat en un determinat genoma. Hom desconeix, en conseqüència, el selenoproteoma de la majoria dels genomes seqüenciats tant d'organismes eucariotes com procariotes.
Els selenoproteomes coneguts, tanmateix, ofereixen una visió fins a cert punt desconcertant de l'evolució d'aquestes proteïnes. Cadascuna sembla tenir la seva pròpia història evolutiva: poden ser presents en una determinada espècie o grup taxonòmic, absents en un altre grup filogenèticament proper, i en canvi tornar a ser presents (com a selenoproteïnes o homòlegs amb Cys) en un grup taxonòmic filogenèticament allunyat. Cada nou genoma analitzat aporta noves sorpreses i fa que calgui repensar fets que es donaven gairebé per establerts. Per exemple, abans es pensava que les selenoproteïnes eren essencials per a la vida animal atès que tots els animals coneguts tenien selenoproteïnes i Caenorhabditis. elegans manté tota la maquinària molecular necessària només per sintetitzar una selenoproteïna. Tanmateix, després de l'obtenció de la seqüència del genoma de dotze espècies de Drosophila, es va descobrir, mitjançant anàlisis computacionals, que D. willistoni no té selenoproteïnes i ha perdut la capacitat de codificar-ne. L'anàlisi dels genomes d'insectes ha permès comprovar que les selenoproteïnes s'han extingit en moltes altres espècies d'insectes, tot i que n'hi ha d'altres que encara les mantenen.

## Families de selenoproteïnes
Es coneixen unes 25 families de selenoproteïnes en organismes eucariotes.

### EhSEP2
S'han reportat sis proteïnes que contenen seleni en Emiliania huxley, una alga dependent de seleni pel seu creixement. E. huxley té una nova via metabòlica que actua en la síntesi de selenoproteïnes i, com a tal tindrà nous tipus de selenoproteïnes i un sistema d'inserció de Sec diferent.
Es va identificar una nova selenoproteïna eucariota en E.huxley, EhSEP2. EhSEP2 és una proteïna de 27 kDa homòloga a la Proteïna Disulfite Isomerasa (PDI) i conté un domini tiorredoxina molt conservat. Aquesta està codificada per TGA però, a priori, no es va identificar cap SECIS.
L'estructura SECIS-like d'EhSEP2 s'assembla més a un element SECIS arcaic que a un eucariòtic per l'alt contingut en GC de les hèlixs, les quals tindran una estructura rígida. EhSEP2 té un motiu KDEV al C terminal, que és molt semblant al senyal de retenció en el reticle endoplasmàtic de mamífers (KDEL); això suggereix que EhSEP2 es localitza en el RE, igual que PDI. A més a més, es troba glicosilada com moltes altres PDI.
Per tant, si EhSEP2 funciona com una PDI localitzada al RE, una deficiència de seleni resultaria en una disfunció d'aquesta proteïna, que causaria un retard en la maduració de les noves proteïnes sintetitzades i s'acabaria aturant la divisió cel·lular. Aquesta és una resposta raonable a perquè un organisme fotosintètic, com E.huxley, necessita seleni.
Les proteïnes semblants a PDI solen tenir 1, 2 o 3 dominis TRX i un motiu CGHC. EhSEP2 només conté un domini TRX i, en EhSEP2, la Sec es localitza en el motiu UGHC a la posició corresponent al lloc actiu de les proteïnes PDI-like. Com que l'activitat de PDI és dependent de la reactivitat de la cisteïna N-terminal, es pot pensar que la substitució del residu cisteïna per una selenocisteïna en el lloc actiu d'EhSEP2 és per augmentar l'eficiència catalítica d'aquesta PDI amb només un domini.

### Sel O
La família SelO té homòlegs en animals, bacteris, llevats i plantes però la seva funció encara és desconeguda. Les úniques proteïnes homològues a Sel O que tenen selenocisteïna són les de vertebrats i tenen l'aminoàcid localitzat en la regió C-terminal. En humans, aquesta proteïna té una llargada de 669 aminoàcids.
En altres organismes, com en S.cerevisiae, es tracta d'una proteïna homòloga que té reemplaçada la selenocisteïna per una cisteïna i, conseqüentment, la llargada de la proteïna és de 688 aminoàcids.
Aquesta proteïna està caracteritzada per tenir SECIS atípics, en els quals les citosines reemplacen les adenosines conservades del loop apical. A més a més, conté un motiu CXXU que suggereix que aquesta proteïna podria tenir una funció redox.

### Sel S
La família SelS està formada per 189 aminoàcids en humans i 190 en porcs, tenint un pes molecular aproximat de 22kDa. En el genoma humà, el gen que la codifica s'anomena SEPS1 i es troba en el cromosoma 15 a la regió q26.3.
La SelS humana és una proteïna de membrana del reticle endoplasmàtic, que participa en la retrotranslocació de les proteïnes mal plegades cap al citosol, on seran degradades. En situacions d'estrès, l'expressió del gen SEPS1 es veu up-regulada, per tal d'evitar l'acumulació de proteïnes mal plegades, sovint relacionat amb processos inflamatoris.
A més a més, l'up-regulació d'aquest gen també s'ha relacionat amb la privació de glucosa.
Així doncs, es conclou que SelS es troba associada a la inflamació, susceptibilitat al càncer colonorectal, malalties coronàries, artritis, diabetis, etc.

### Sel M
SelM es va descobrir l'any 2002. Està formada per 145 aminoàcids i el residu selenocisteïna es troba a la posició 48. El gen es troba al locus 22q12.2 del genoma humà, conté 5 exons codificants i expandeix gairebé 3kb.

### Sel Q
La selenoproteïna Q va ser descrita per primera vegada a l'organisme Toxoplasma gondii, i de moment no s'han detectat homòlegs en altres organismes. Tot i que és possible que es trobi present a altres organismes propers, evolutivament parlant, com a Neospora caninum Liverpool. Sel Q

### Sel J
La selenoproteïna J va ser descrita per primera vegada al genoma de l'organisme Tetradon nigroviridis.
Aquesta selenoproteïna presenta una distribució reduïda, ja que, de moment, s'ha trobat únicament en els genomes d'alguns peixos i en eriçons de mar. Per altra banda, s'han descrit homòlegs en cisteïna de SelJ en dues espècies de cnidaris, en el peix T.cystophora i Hydra magnipapillata, i també en alguns vertebrats. Això no obstant, a diferència de la majoria de selenoproteïnes conegudes, SelJ no es troba en els genomes de mamífers, ni com a selenoproteïna ni com a homòleg en cisteïna.
La funció de la selenoproteïna J no està gaire clara, tot i així, les dades experimentals suggereixen que podria tenir un paper estructural, en lloc del paper enzimàtic associat a la majoria de selenoproteïnes.
SelJ presenta una alta similaritat amb les proteïnes CrystallinJ1, i junt amb aquestes, defineixen una família única englobada dintre la superfamília dels enzims ADP-ribosiladors.
Es creu que aquesta proteïna és un homòleg distant de Sep 15 i com ella, té un plegament de tipus tioredoxina i un motiu redox. SelM es troba al Reticle Endoplasmàtic i a l'Aparell de Golgi i diversos estudis han suggerit que la seva funció, tot i que no està completament aclarida, podria estar implicada en la resposta cel·lular antioxidant i/o en la mort per apoptosi. A més a més, estudis actuals estan postulant que pugui tenir una funció neuroprotectora.
Per a més informació: Selenoproteïnes

### Sel 2
La família Sel2 es va descriure en Plasmodium Falciparum i està formada per 229 aminòàcids, sent el 120 l'aminoàcid selenocisteina. La seva funció encara és desconeguda.
Aquesta selenoproteïna no és comú en protists, malgrat això, s'ha trobat a algunes espècies com P.vivax, P.knowlesi i P.falciparum.
Per a més informació: Sel 2)

### DI
Les iodotirosines deionidases són enzims ancorats a la membrana d'entre 29 i 33 kDa. Aquestes selenoproteïnes activen o inactiven les hormona tiroidees mitjançant una deiodinació reductora. En mamífers hi ha tres tipus de deiodinases (DI1, DI2 i DI3), les quals comparteixen homologia en la seqüència i les propietats catalítiques. Contràriament al que es creia en un principi, s'han trobat proteïnes homòlogues a DI en bacteris.
Per a més informació a genomes protistes:Selenoproteïnes

#### DI1
L'enzim Iodotironina deiodinasa 1 (DI1) es troba bàsicament al fetge i té un paper molt important en l'activació de les hormones tiroidees, ja que converteix la prohormona tiroxina (T4) en tri-iodetironina activa (T3). Sembla que aquesta producció de T3 contribueix a la major part de T3 circulant en mamífers. Aquesta selenoproteïna també degrada ambdues hormones per desiodació. La D1 no s'ha trobat ni en amfibis ni en peixos pulmonats.

#### DI2
La Iodotironina deiodinasa 2 (DI2) forma part de la família d'enzims que controlen el grau d'activitat de les hormones tiroidees als diferents teixits de l'organisme. De la mateixa manera que DI1, catalitza la desiodació de l'hormona T4 per obtenir T3. DI2 té una expressió reduïda al cervell, tiroides i al teixit adipós. Tant aquesta selenoproteïna com DI3, són crucials per al desenvolupament del sistema nerviós en embrions, ja que regulen els nivells de T3 al cervell del fetus.

#### DI3
La Iodotironina deiodinasa 3 (DI3) catalitza la desiodació de T4 i T3 que donarà lloc als metabòlits inactius rT3 i T2, respectivament. És un enzim altament expressat en l'úter de les femelles embarassades, placenta i teixits fetals i neonatals, per aquesta raó se li atribueix un paper fonamental en el desenvolupament embrionari. Tant aquesta selenoproteïna com DI2 podrien estar presents en tots els organismes exceptuant els rèptils escamats.